# Brilliant Dadaşova

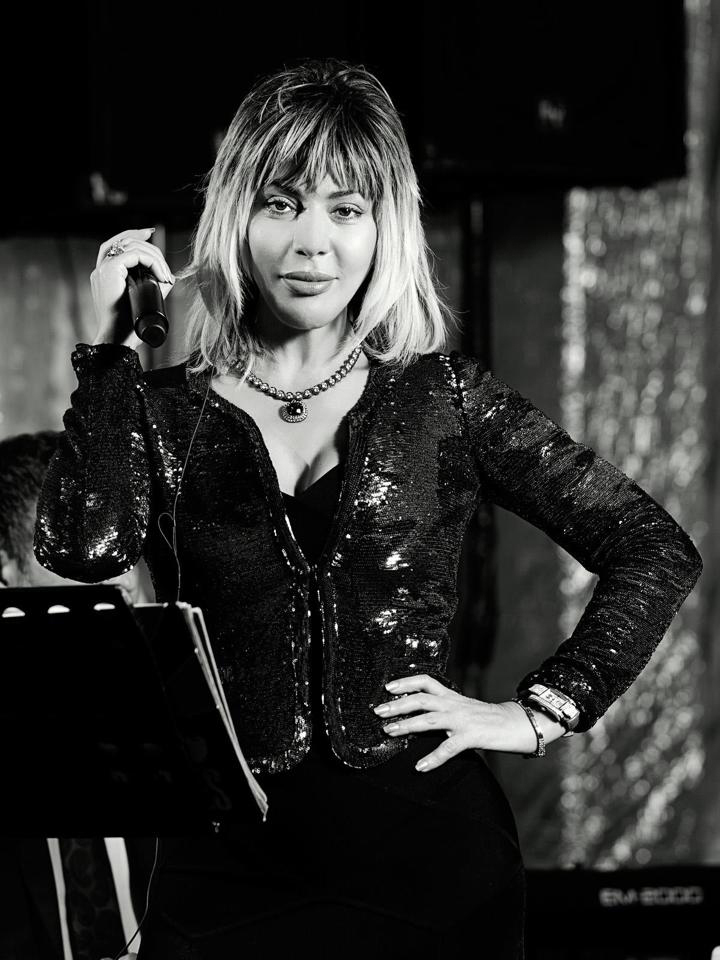
Brilliant Dadaşova

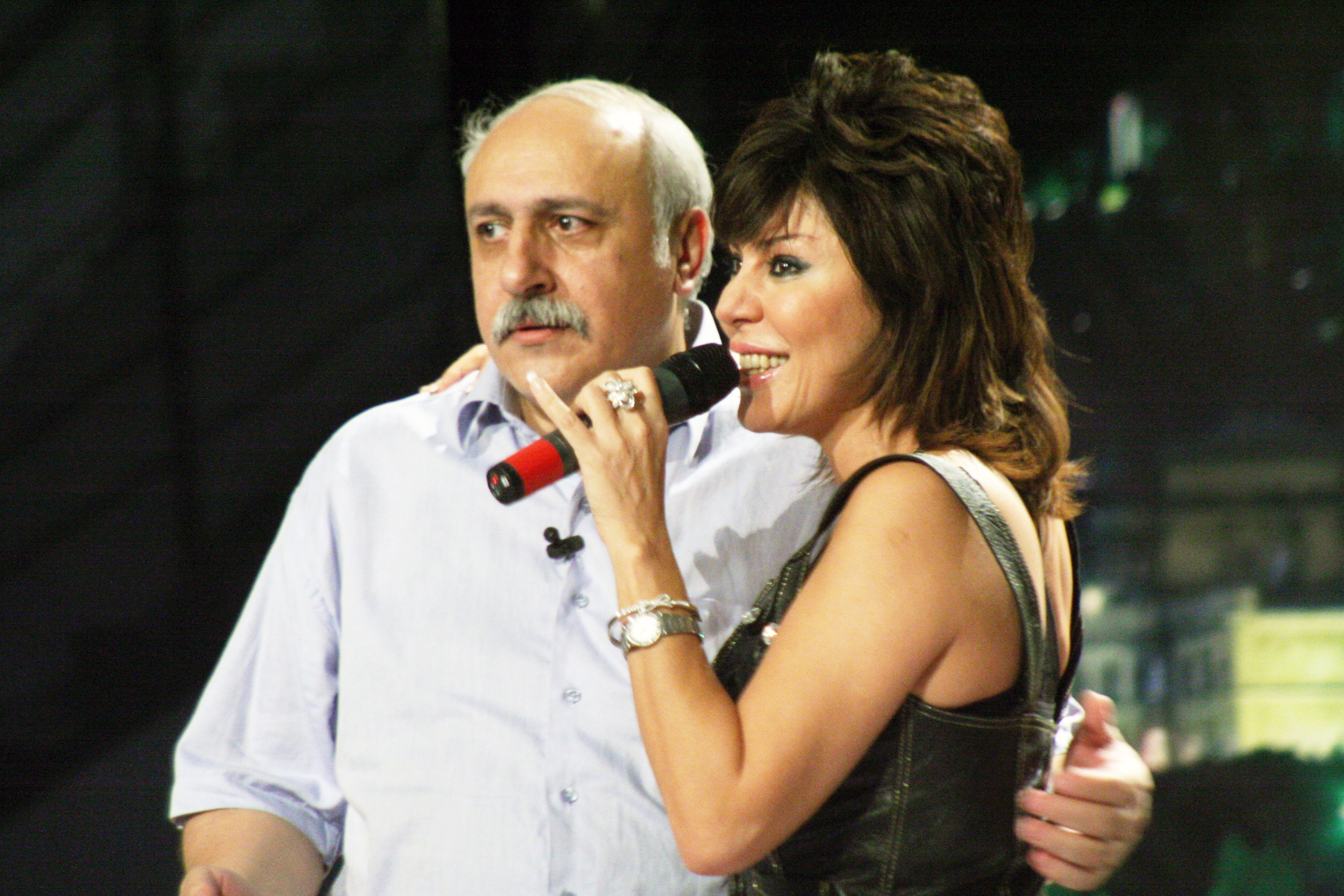
Brilliant Dadaşova und Eldar Mansurov

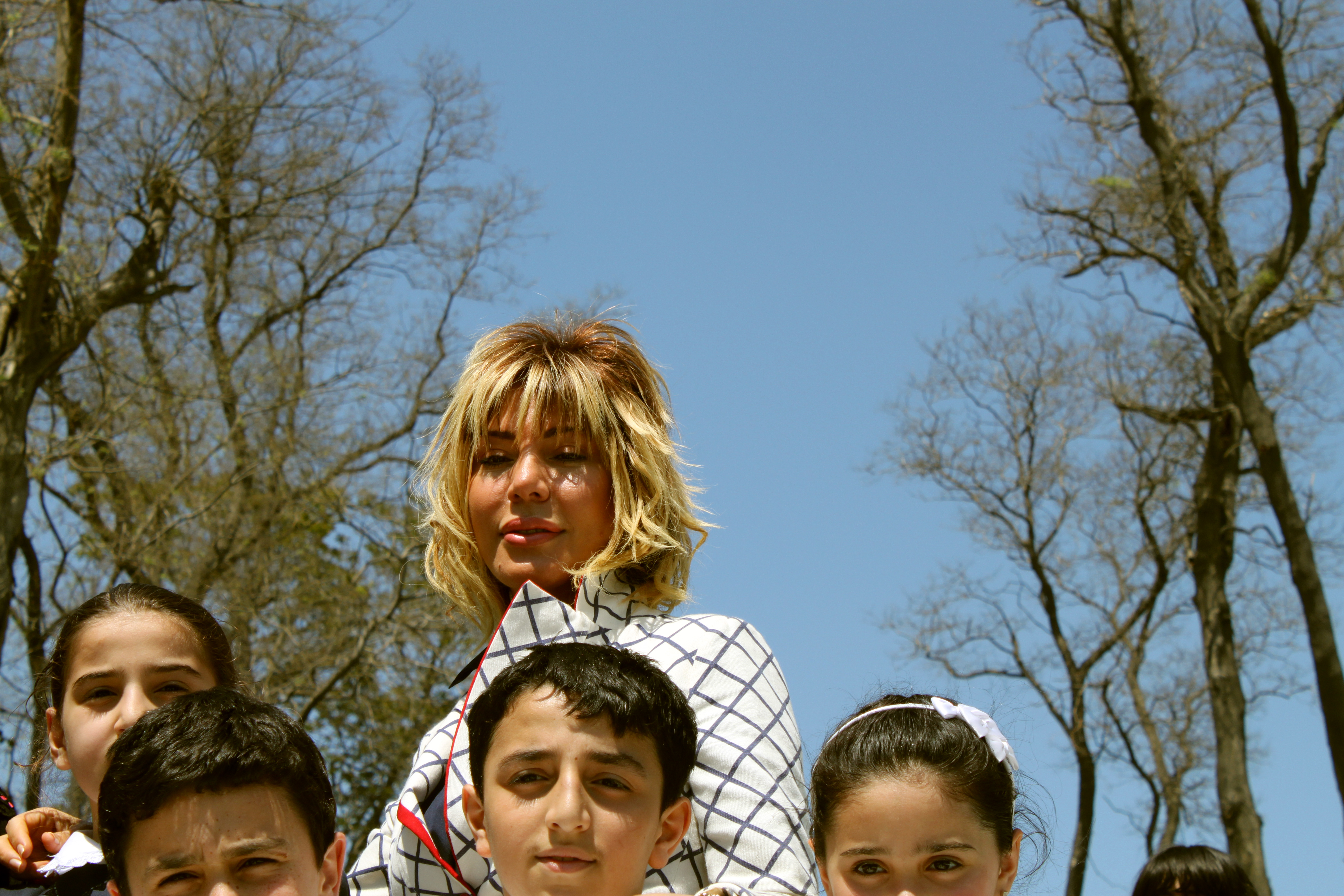
Brilliant Dadaşova (2013)

Brilliant Süleyman qızı Dadaşova (* 15. September 1959 oder 1965 in Baku) ist eine aserbaidschanische Popsängerin und Fernsehmoderatorin.

## Leben und Karriere
Brilliant Dadaşova wurde in eine Familie mit fünf Kindern geboren. Die Mutter war Akkordeonistin, der Vater Architekt und Hochschullehrer. Ihre ersten Bühnenauftritte hatte sie 1985 mit den Liedern des aserbaidschanischen Komponisten Eldar Mansurov. 1986 nahm sie am jährlichen Internationalen Jugendfestival in Moskau teil. Im gleichen Jahr wurde Dadaşova Solistin des Pop-Sinfonieorchesters des Aserbaidschanischen Fernsehens und brachte mit Akif İslamzadə den Song Hər şey gözəldir həyatda („Alles ist schön im Leben“) heraus. Der Song wurde in Aserbaidschan sehr beliebt und erschien auf ihrem gleichnamigen Musikalbum. Zwei Jahre später gewann sie den prestigeträchtigen Gesangswettbewerb der Unionsrepubliken. 1989 wurde die Sängerin mit Bayatılar (Musik von Eldar Mansurov, Text von Vahid Aziz) einem weltweiten Publikum bekannt. Im Jahr 1990 machte sie ihren Abschluss am Nationalen Kultur- und Kunstinstitut Aserbaidschans. 
Im Jahr 1995 erreichte ihr Song Züleyha die Top 10 der russischen Charts. Im Jahr 1999 wurde Dadaşova in den Stadtrat von Baku gewählt. Von 2001 bis 2006 moderierte sie zur Hauptsendezeit ihre eigene Talkshow Gözəllik dünyanı xilas edək ("Schönheit wird die Welt retten") im aserbaidschanischen Fernsehen.
Im Jahr 2012 wurde ihr Lied Vokaliz zum Gegenstand einer Kontroverse, nachdem es angeblich von dem armenischen Sängerin Varduhi Vardanyan aufgeführt worden war, dem eine Verletzung des Urheberrechts vorgeworfen wurde. Vardanyan wies die Vorwürfe vehement zurück und behauptete, das Lied sei ein traditionelles armenisches Volkslied. Seit September 2006 ist Dadaşova Jurymitglied der Castingshow Akademiy.
Im Laufe ihrer Karriere hat Brillant sieben Alben veröffentlicht. Ihr letztes, Saninlayam ("Ich bin bei dir"), erschien im September 2002 und war dem Andenken des Komponisten Rafiq Babajew gewidmet. Im August 2008 veröffentlichte sie ihr Studioalbum Masal Dunyam. Das Lied Per sempre mit Adriano Celentano erschien 2021. 
Dadaşova ist eine der wenigen aserbaidschanischen Popsängerinnen, die international (u. a. USA, Kanada, Vereinigtes Königreich, Deutschland, Österreich, Schweden, Russland, Türkei) Bekanntheit erlangte.

## Privates
Brilliant Dadaşova ist mit dem Theaterdirektor des Russischen Dramentheaters Baku Ədalət Hacıyev verheiratet. Das Paar hat einen Sohn. Im März 2011 gab sie bekannt, dass sie aufgrund einer langjährigen komplizierten Beziehung die Scheidung eingereicht hat. Das Paar trennte sich kurzzeitig.

## Diskografie

### Alben
- 1994: Sevəcəyəm
- 1995: Züleyxa
- 1998: Dərdimdən öləcəksən
- 1998: Norveç Skruk Korosu ile Azərbaycan Şarkıları
- 1999: Mehriban Bakı
- 1999: Dönməz Daha Gedən Qatar
- 1999: Qəm Eyləmə
- 2002: Yalvarıram
- 2002: Səninləyəm
- 2008: Masal Dünyam
- 2015: Menim Dünyam (mit Əlixan Səmədov)
- 2021: Per Sempre (mit Adriano Celentano)

### Singles (Auswahl)
- 1989: Bayatılar (mit Eldar Mansurov)
- 2012: Bir Sözünlə Dönərəm
- 2015: Mən Güləm (mit Əlixan Səmədov)
- 2015: Gaş Gabağın (mit Əlixan Səmədov)
- 2021: Dağlarda Duman Gözəldir

## Filmografie
- 1988: Yaramaz
- 1992: Kənar adamlar
- 1993: Haray
- 1997: Bir cənub kəndində
- 1999: Əzizə Cəfərzadə
- 2003: Dəvətnamə

## Auszeichnungen
- 1998: Ehrentitel Verdienter Künstler der Republik Aserbaidschan[9]
- 2008: Ehrentitel Volkskünstler Aserbaidschans[9]